# Гаджиев, Владилен Гадисович
Владиле́н Гади́сович Гаджи́ев (25 декабря 1925, с. Шовкра, Лакский район, Дагестанская АССР, СССР — 15 июля 2006, Махачкала) — советский и российский историк-кавказовед. Доктор исторических наук (1965), профессор, заслуженный деятель науки Дагестанской АССР и Чечено-Ингушской АССР. С 1962 до начала 1990-х годов — член Комиссии отделения истории АН СССР по изучению истории народов России до Октябрьского периода.

## Биография
Сын советского государственного деятеля Гадиса Гаджиева (1901—1952), младший брат советского государственного деятеля Абдуллы Гаджиева (1919—1988). В 1951 году окончил исторический факультет МГУ им. М. В. Ломоносова. После прохождения аспирантской подготовки в 1955 году защитил кандидатскую («Присоединение Дагестана к России и его исторически прогрессивное значение»), а в 1965 — докторскую («Роль России в истории Дагестана (дооктябрьский период)») диссертации. Более 40 лет заведовал сектором/ отделом истории досоветского периода Дагестанского филиала АН СССР (ныне Дагестанский научный центр РАН).

## Труды
Гаджиев является автором около 300 монографий и статей, посвящённых проблемам истории Кавказа.
Книги
- Гаджиев В. Г. Борьба народов Дагестана против владычества Ирана в начале XVIII в. — 1963.
- Гаджиев В. Г. Роль России в истории Дагестана. — Наука, 1965. — 389 с.
- История Дагестана / Сост. В. Г. Гаджиев, Гл. ред. Г.  Д. Даниялов. — М.: Наука, 1967.
- Гаджиев В. Г., Пикман А. М. Великие русские революционные демократы о борьбе горцев Дагестана и Чечни. — Махачкала, 1972.
- Гаджиев В. Г. Вопросы истории Дагестана. — Махачкала: Институт истории, языка и литературы им. Г. Цадасы, 1974.
- Гаджиев В. Г. Сочинение И. Гербера «Описание стран и народов, между Астраханью и рекой Курой находящихся» как исторический источник по истории народов Кавказа. — М., 1979.
- Гаджиев В. Г. «Государства и государственные учреждения в дореволюционном Дагестане». Махачкала. 1989.
- Гаджиев В. Г. Россия и Кавказ // Россия и Восток: проблемы взаимодействия. Ч.1. — М., 1993.
- Гаджиев В. Г. Разгром Надир-шаха в Дагестане.. — Махачкала, 1996.
- Народно-освободительная борьба Дагестана и Чечни под руководством Имама Шамиля: сборник документов / В. Г. Гаджиев, Х. Х Рамазанов, Ю. У. Дадаев. — Эхо Кавказа, 2005. — 549 с.
- Гаджиев В. Г. Мастера отечественного кавказоведения. — Махачкала, 2005. — 661 с.
- Гаджиев В. Г. Гаджи - Али и его место в изучении истории движения горцев Дагестана и Чечни под руководством Шамиля. — Махачкала, 1990.

Статьи
- Гаджиев В. Г. Вопросы истории Дагестана. — Махачкала, 1975.
- Гаджиев В. Г. Декабристы на Кавказе // Вопросы истории Дагестана. — Махачкала, 1975. — Вып. 3.
- Гаджиев В. Г. Из истории дореволюционного Дагестана: Сборник научных трудов. — Махачкала, 1976.

## Награды
- Орден «Знак Почёта»[3]